# James Gunn (pisarz)
James Edwin Gunn (ur. 12 lipca 1923 w Kansas City, Missouri, zm. 23 grudnia 2020 w Lawrence) – amerykański pisarz gatunku fantastyki naukowej, redaktor, wykładowca, antologista oraz krytyk fantastyki i jej wydawca.

## Życiorys
W trakcie drugiej wojny światowej odbył trzyletnią służbę w United States Navy. Po jej zakończeniu studiował na Uniwersytecie w Kansas uzyskując w 1947 roku licencjat w dziedzinie dziennikarstwa magistra filologii angielskiej. Następnie pracował w tym samym uniwersytecie jako wykładowca teorii literatury specjalizujący się w fantastyce naukowej oraz dyrektor wydziału zajmującego się public relations. W latach 1971–1972 pełnił funkcję przewodniczącego Stowarzyszenia Amerykańskich Pisarzy Science Fiction, a w latach 1980–1982 stał na czele Science Fiction Research Association. Gunn był także założycielem i dyrektorem Centrum Badań Fantastyki Naukowej działającego przy Uniwersytecie w Kansas.
Karierę pisarską rozpoczął w 1948 jako wolny pisarz. Autor 26 książek wydanych w kilkunastu krajach i prawie 100 opowiadań opublikowanych w czasopismach i antologiach.
Był gościem honorowym na zjeździe miłośników literatury science fiction w Jugosławii i Stanach Zjednoczonych.
W 1986 roku był gościem na konwencie fanów fantastyki Polcon zorganizowanym w Katowicach.
Zmarł z przyczyn naturalnych w środę rano, 23 grudnia 2020 roku. Miał 97 lat.

## Nagrody
- 1976 – Nagroda Specjalna Hugo za pracę krytycznoliteracką Alternate Worlds, The Illustrated History of Science Fiction
- 1976 – Nagroda Pielgrzyma
- 1983 – Nagroda Hugo za pracę krytycznoliteracką Isaac Asimov: The Foundations of Science Fiction
- 1999 – Nagroda Analog
- 2007 – Nagroda Damon Knight Memorial Grand Master za całokształt osiągnięć w dziedzinie science fiction

## Twórczość
- 1955 This Fortress World (1988 wyd. polskie Zamknięty świat)
- 1955 Star Bridge (współautor Jack Williamson)
- 1958 Station in Space
- 1961 The Joy Makers
- 1962 The Immortals
- 1964 Future Imperfect
- 1970 The Witching Hour
- 1970 The Immortal
- 1972 The Burning
- 1972 Breaking Point
- 1972 The Listeners (1987 wyd. polskie Słuchacze)
- 1974 Some Dreams are Nightmares
- 1975 The End of the Dreams
- 1975 Alternate Worlds: The Illustrated History of Science Fiction
- 1976 The Magicians
- 1977 Kampus
- 1981 The Dreamers
- 1982 Isaac Asimov: The Foundations of Science Fiction
- 1984 Tiger! Tiger!
- 1986 Crisis!
- 1992 Inside Science Fiction
- 1996 The Joy Machine
- 2000 The Science of Science-Fiction Writing
- 2001 The Millennium Blues
- 2002 Human Voices
- 2004 The Immortals (wydanie rozszerzone)
- 2005 Speculations on Speculation: Theories of Science Fiction (współautor Matthew Candelaria)
- 2005 Gift from the Stars
- 2006 Inside Science Fiction: Second Edition
- 2013 Transcendental

Książki redagowane przez Jamesa Gunna
- 1968 Man and the Future
- 1975 Nebula Award Stories Ten
- 1988 The New Encyclopedia of Science Fiction
- 1992 The Best of Astounding: Classic Short Novels from the Golden Age of Science Fiction
- Antologia The Road to Science Fiction (wyd. polskie Droga do science fiction)
  - 1977 From Gilgamesh to Wells (1985 wyd. polskie Od Gilgamesza do Wellsa)
  - 1979 From Wells to Heinlein (1986 wyd. polskie Od Wellsa do Heinleina)
  - 1979 From Heinlein to Here (1987 wyd. polskie Od Heinleina do dzisiaj)
  - 1982 From Here to Forever (1988 wyd. polskie Od dzisiaj do wieczności)
  - 1998 The British Way
  - 1998 Around the World